# ۸۸۸ اسپرت
۸۸۸ اسپرت (انگلیسی: 888sport) یک ابرشرکت چندملیتی مستقر درجبل‌الطارق است که در زمینه شرط‌بندی ورزشی از سال ۲۰۰۸ در حال خدمات‌دهی و فعالیت است